# 자본재공제조합
자본재공제조합(資本財共濟組合, Machinery Financial Cooperative)은 조합원의 사업에 필요한 보증과 자금의 융자, 기자재 구매알선 및 공제사업 등을 행함으로써 조합원의 자율적 경제활동을 도모하여 자본재산업의 건전한 발전에 기여하기 위하여 산업발전법 40조에 의거 1986년 한국기계산업진흥회에 의해 설립되었다. 소재지는 서울특별시 영등포구 은행로 37 기계회관 본관 8층이다.

## 구분
- 공제조합

## 소속기관
- 산업통상자원부

## 설립 근거
- 산업발전법 제40조

## 설립일
- 1986년 11월 20일

## 설립 목적
- 조합원의 사업에 필요한 보증과 자금의 융자, 기자재 구매알선 및 공제사업 등을 행함으로써 조합원의 자율적 경제활동을 도모하여 자본재산업의 건전한 발전에 기여하기 위하여 설립

## 소재지
- 서울특별시 영등포구 은행로 37 기계회관 본관 8층

## 연혁
- 1986. 10 기계공제조합 창립총회
- 1986. 11 산업자원부장관 설립 허가
- 1987. 01 보증업무개시
- 1988. 04 『영남지부』 개설
- 1996. 08 『품질인증제품 하자보증』 신설
- 1998. 03 『경인지부』 개설
- 2000. 05 『품질인증제품』보증종류 확대
- 2004. 03 『인터넷전자보증서비스』 개시
- 2007. 07 『기계공제조합』에서 『자본재공제조합』으로 명칭 변경
- 2010. 11 『뿌리산업 이행보증사업』 개시
- 2012. 05 『중부지부』 개설
- 2013. 01 『영문보증·외화보증』 시행
- 2015. 06 『공사이행보증』 시행
- 2016. 03 『중고기계 가치ㆍ성능 보장사업』 시행
- 2019. 07 『영남지사』 이전,  『부산사무소』 개소

## 주요 사업
- 자본재에 대한 이행보증사업
- 정부가 인증한 제품에 대한 이행보증사업
- 뿌리산업 이행보증사업
- 기술개발, 품질향상, 정보제공 등 기계산업진흥을 위한 사업
- 조합원 원부자재 공동구매사업
- 조사사업 및 조합원 지원사업
- 국가 또는 지방자치단체가 위탁하는 사업

## 주요 업무
- 일반보증, 정부인증제품보증, 뿌리보증, 입찰보증. 계약보증, 하자보증, 지급보증, 선금보증, 계약금보증, 중도금보증, 유보금보증, 기성고보증, 자재보증, ATA까르네보증, 자재구입보증, 성능보증, 공사이행보증, 단체재산종합공제, 단체PL보험, 원자재공동구매

## 규모
- 1부 2실 9팀 3지점

## 같이 보기
- 산업통상자원부
- 한국기계산업진흥회
- 한국기계산업진흥회기술교육원
- 한국기계거래소
- 기계융복합기술연구조합